# ヒラオリクガメ
ヒラオリクガメ（平尾陸亀、学名：Pyxis planicauda）は、リクガメ科クモノスガメ属に分類されるカメ。

## 分布
マダガスカル西部固有種

## 形態
最大甲長13.7cmとクモノスガメ属最小種。背甲はやや扁平で、上から見ると細長い。通常、項甲板はない。後部縁甲板は鋸状に尖る。椎甲板や肋甲板の色彩は黒く、明褐色や黄色の放射状の斑紋（椎甲板で4-9条、肋甲板で2-4条）が入り大型個体では甲板の縁も淡褐色になる。縁甲板の色彩は黒く、1-2条の明褐色や黄色の筋模様が入る。腹甲板と胸甲板との間に蝶番がない。腹甲の色彩は黄色で、暗褐色の斑紋や放射状の斑紋が入る。
頭部の色彩は黒に黄色い斑点が入るが、個体による変異が大きい。上顎および下顎にある角質の鞘（嘴）は黄色。四肢の色彩は淡褐色。尾は扁平。種小名planicaudaは「平たい尾の」の意で、和名と同義。

## 分類
以前は腹甲に蝶番を持たないことなどから本種のみでヒラオリクガメ属Acinixysを形成していたが、近年ではクモノスガメに最も近縁としてクモノスガメ属に含める説が有力。

## 生態
乾燥した落葉広葉樹林に生息する。雨季や降雨の直後に活発に活動し、乾季になると落ち葉や倒木の下などで休眠する。
食性は植物食で植物の葉、若枝、果実等を食べる。
繁殖形態は卵生。1回に1個（まれに2個）の卵を年に数回産む。

## 人間との関係
開発による生息地の破壊や、ペット用の乱獲等により生息数は激減している。2000年に数百頭が正規輸出された。2002年にワシントン条約附属書Iに掲載された。
ペットとして飼育されることがあり、日本にも輸入されていた。ワシントン条約附属書Iに掲載されたため、現在は商業目的での国際取引は禁止されている。